# دوري أبطال أوروبا 2010–11 الأدوار التأهيلية
هذه المقالة تقدم معلومات عن دوري أبطال أوروبا 2010–11 مرحلة التصفيات والملحق.
هناك مسارين:
- مسار الأبطال, التي تشمل جميع ابطال الدوريات ولا تتلقى التأهل القائي لمرحلة المجموعات.
- مسار غير الأبطال (والتي تسمى أيضا ب المسار الأفضل), التي تتضمن الفريق الذي ليس بطل دوري محلي ولا يمكنه اليتأهل تلقائيا لمرحلة المجموعات.

جميع الأوقات CEST (توقيت عالمي منسق)

## الفرق
Below are the 54 teams (39 in Champions Path, 15 in Non-Champions path) involved in the qualifying phase and play-off round, grouped by their starting rounds. The 10 winners of the play-off round (5 in Champions Path, 5 in Non-Champions Path) qualify for the مرحلة المجموعات في دوري أبطال أوروبا 2010–11 to join the 22 automatic qualifiers. The losing teams from the third qualifying round and the play-off round enter the Europa League play-off round and the مرحلة المجموعات في دوري أوروبا 2010–11 respectively.
In each round, teams are seeded based on their 2010 معامل اليويفا.

خرج من البطولة

| معنى الألوان                                                                          |
| ------------------------------------------------------------------------------------- |
| تأهل إلى مرحلة المجموعات.                                                             |
| لم يعد بإمكانه التأهل لمرحلة المجموعات; يتاهل لدوري أوروبا مرحلة المجموعات            |
| Eliminated in the third qualifying round; Advance to the Europa League play-off round |

| Play-off round  | Play-off round  |
| الفريق          | Coeff.          |
| سلة غير الأبطال | سلة غير الأبطال |
| --------------- | --------------- |
| نادي إشبيلية    | 108.951         |
| فيردر بريمين    | 94.841          |
| توتنهام هوتسبير | 56.371          |
| سامبدوريا       | 30.857          |
| أوكسير          | 19.748          |

| Third qualifying round     | Third qualifying round |
| الفريق                     | Coeff.                 |
| سلة الأبطال                | سلة الأبطال            |
| -------------------------- | ---------------------- |
| نادي بازل                  | 48.675                 |
| نادي رويال أندرلخت الرياضي | 42.580                 |
| نادي كوبنهاغن              | 34.470                 |
| Non-Champions Path         |                        |
| زينيت سانت بطرسبرغ         | 61.258                 |
| أياكس أمستردام             | 55.309                 |
| فنربخشة                    | 54.890                 |
| نادي دينامو كييف           | 42.910                 |
| سبورتينغ براغا             | 39.659                 |
| نادي سلتيك                 | 38.158                 |
| أونيريا أورزيتشيني         | 18.898                 |
| نادي باوك                  | 11.479                 |
| يانغ بويز                  | 7.675                  |
| Gent                       | 6.580                  |

| Second qualifying round        | Second qualifying round |
| Team                           | Coeff.                  |
| ------------------------------ | ----------------------- |
| نادي هبوعيل تل أبيب لكرة القدم | 27.775                  |
| سبارتا براغ                    | 27.395                  |
| روزنبورغ                       | 23.980                  |
| ريد بل زالتسبورغ               | 19.915                  |
| ليتكس لوفتش                    | 15.900                  |
| دينامو زغرب                    | 14.466                  |
| بارتيزان                       | 13.800                  |
| نادي باتي بوريسوف لكرة القدم   | 13.308                  |
| لخ بوزنان                      | 11.008                  |
| نادي جيلينا                    | 10.666                  |
| شريف تيراسبول                  | 5.458                   |
| دبرتسني                        | 5.350                   |
| نادي أومونيا                   | 4.599                   |
| أيك سولنا                      | 3.838                   |
| نادي بوهيميان                  | 2.908                   |
| إيكراناس                       | 2.683                   |
| نادي آكتوبه                    | 2.399                   |
| نادي هلسنكي                    | 2.399                   |
| ليفاديا تالين                  | 2.374                   |
| نادي لييباياس ميتالورغس        | 2.149                   |
| فيمليكافيلاغ هافنارفيارذار     | 2.083                   |
| جيلييزنيتشار ساراييفو          | 1.749                   |
| نادي ميتالورغي روستافي         | 1.649                   |
| نادي بيونيك                    | 1.599                   |
| نادي كوبر                      | 1.391                   |
| إنتر باكو                      | 1.349                   |
| نادي رينوفا                    | 1.316                   |
| دينامو تيرانا                  | 1.049                   |
| هافنار بولتفيلاغ               | 0.866                   |
| نيو سانتس                      | 0.766                   |
| نادي لينفيلد                   | 0.574                   |
| جينيس إيسش                     | 0.249                   |

| First qualifying round | First qualifying round |
| Team                   | Coeff.                 |
| ---------------------- | ---------------------- |
| نادي سانتا كولوما      | 0.700                  |
| تري فيوري              | 0.650                  |
| بيركيركارا             | 0.433                  |
| رودار بليفليا          | 0.425                  |

## الدور التأهيلي الأول

### Seeding
| Seeded                      | Unseeded                 |
| --------------------------- | ------------------------ |
| نادي سانتا كولوما تري فيوري | بيركيركارا رودار بليفليا |

### المباريات
| الفريق الأول | إجم. | الفريق الثاني | مباراة الذهاب | مباراة الإياب |
| ------------ | ---- | ------------- | ------------- | ------------- |
| تري فيوري    | 1–7  | رودار بليفليا | 0–3           | 1–4           |
| سانتا كولوما | 3–7  | بيركيركارا    | 0–31          | 3–4           |

| سانتا كولوما | 0 – 31 | بيركيركارا |
| ------------ | ------ | ---------- |
|              |        |            |

| بيركيركارا                                     | 4 – 3 | سانتا كولوما                                |
| ---------------------------------------------- | ----- | ------------------------------------------- |
| مايكل غاليا 10'، 31' · تريفور سيليا 35'، 45+2' | تقرير | N. Urbani 21' · Jiménez 45' · M. Urbani 85' |

بيركيركارا فاز بمجموع 7–3.
| تري فيوري | 0 – 3 | رودار بليفليا                                             |
| --------- | ----- | --------------------------------------------------------- |
|           | تقرير | نرمين اوسيني 31' · Vlahović 40' · إيفيكا يوفانوفيتش 90+5' |

| رودار بليفليا                                        | 4 – 1 | تري فيوري   |
| ---------------------------------------------------- | ----- | ----------- |
| Ranđelović 7'، 67' · Vlahović 83' · M. Jovanović 85' | تقرير | Vannoni 29' |

رودار بليفليا فاز بمجموع 7–1.
ملاحظات
ملاحظة 1: لم تُقَم المباراة بسبب حالة الملعب السيئة بعد هطول أمطار غزيرة. في 1 يوليو قرر الاتحاد الأوروبي فوز نادي بيركيركارا بنتيحة 3–0.
ملاحظة 2: لُعبت المباراة على ملعب ملعب مدينة بودغوريتسا في بودغوريتسا بسبب عدم إستيفاء ملعب نادي رودار بليفليا لمعايير الاتحاد الأوروبي لكرة القدم.

## الدور التأهيلي الثاني

### Seeding
| Group 1                                            | Group 1                                                                            | Group 2                                                                                            | Group 2                                                                              | Group 3                                                                                     | Group 3                                                                                   |
| Seeded                                             | Unseeded                                                                           | Seeded                                                                                             | Unseeded                                                                             | Seeded                                                                                      | Unseeded                                                                                  |
| -------------------------------------------------- | ---------------------------------------------------------------------------------- | -------------------------------------------------------------------------------------------------- | ------------------------------------------------------------------------------------ | ------------------------------------------------------------------------------------------- | ----------------------------------------------------------------------------------------- |
| سبارتا براغ بارتيزان لخ بوزنان دبرتسني نادي آكتوبه | ليفاديا تالين نادي لييباياس ميتالورغس نادي ميتالورغي روستافي نادي بيونيك إنتر باكو | نادي هبوعيل تل أبيب لكرة القدم نادي ليتكس لوفتش دينامو زغرب نادي جيلينا شريف تيراسبول نادي أومونيا | جيلييزنيتشار ساراييفو نادي كوبر نادي رينوفا دينامو تيرانا بيركيركارا* رودار بليفليا* | روزنبورغ ريد بل زالتسبورغ نادي باتي بوريسوف لكرة القدم أيك سولنا نادي بوهيميان نادي إكراناس | نادي هلسنكي فيمليكافيلاغ هافنارفيارذار هافنار بولتفيلاغ نيو سانتس نادي لينفيلد جينيس إيسش |

*Unseeded teams from the first qualifying round that qualified for the second qualifying round, effectively taking the coefficient and seeding of their first qualifying round opponents in this draw.

### المباريات
| الفريق الأول       | إجم.                                  | الفريق الثاني              | مباراة الذهاب | مباراة الإياب           |
| ------------------ | ------------------------------------- | -------------------------- | ------------- | ----------------------- |
| لييباياس ميتالورغس | 0–5                                   | سبارتا براغ                | 0–3           | 0–3                     |
| نادي آكتوبه        | 3–1                                   | نادي ميتالورغي روستافي     | 0–3           | 0–3                     |
| ليفاديا تالين      | 3–4                                   | نادي دبرتسني               | 0–3           | 0–3                     |
| بارتيزان           | 4–1                                   | نادي بيونيك                | 0–3           | 0–3                     |
| إنتر باكو          | 1–1 (8–9ركلات جزاء ترجيحية (كرة قدم)) | لخ بوزنان                  | 0–3           | 0–3 (بعد الوقت الإضافي) |
| دينامو زغرب        | 5–4                                   | نادي كوبر                  | 0–3           | 0–3                     |
| ليتكس لوفتش        | 5–0                                   | رودار بليفليا              | 0–3           | 0–3                     |
| نادي بيركيركارا    | 1–3                                   | نادي جيلينا                | 0–3           | 0–3                     |
| نادي شريف تيراسبول | 3–2                                   | دينامو تيرانا              | 0–3           | 0–3                     |
| هبوعيل تل أبيب     | 6–0                                   | نادي جيلييزنيتشار ساراييفو | 0–3           | 0–3                     |
| نادي أومونيا       | 5–0                                   | نادي رينوفا                | 0–3           | 0–3                     |
| ريد بل زالتسبورغ   | 5–1                                   | هافنار بولتفيلاغ           | 0–3           | 0–3                     |
| نادي بوهيميان      | 1–4                                   | نيو سانتس                  | 0–3           | 0–3                     |
| باتي بوريسوف       | 6–1                                   | فيمليكافيلاغ هافنارفيارذار | 0–3           | 0–3                     |
| أيك سولنا          | 1–0                                   | جينيس إيسش                 | 0–3           | 0–3                     |
| نادي لينفيلد       | 0–2                                   | نادي روزنبورغ              | 0–3           | 0–3                     |
| إيركاناس           | 1–2                                   | نادي هلسنكي                | 0–3           | 0–3 (بعد الوقت الإضافي) |

| إنتر باكو | 0 – 1 | لخ بوزنان            |
| --------- | ----- | -------------------- |
|           | تقرير | أرتور فيتشنياريك 47' |

| لخ بوزنان | 0 – 1 (بعد الوقت الإضافي) | إنتر باكو          |
| --------- | ------------------------- | ------------------ |
|           | تقرير                     | غيرتس كارلسونس 84' |

Lech Poznań 1–1 Inter Baku on aggregate. Lech Poznań won 9–8 on ركلات جزاء ترجيحية (كرة قدم).
| لييباياس ميتالورغس | 0 – 3 | سبارتا براغ                               |
| ------------------ | ----- | ----------------------------------------- |
|                    | تقرير | فاكلاف كادليك 37' · ويلفريد بوني 51'، 58' |

| سبارتا براغ                            | 2 – 0 | لييباياس ميتالورغس |
| -------------------------------------- | ----- | ------------------ |
| ماريك ماتيوفسكي 12' · مارتين زيمان 43' | تقرير |                    |

سبارتا براغ فاز بمجموع 5–0.
| ليفاديا تالين    | 1 – 1 | دبرتسني   |
| ---------------- | ----- | --------- |
| تارمو نيميلو 59' | تقرير | Rezes 90' |

| نادي دبرتسني                                    | 3 – 2 | ليفاديا تالين        |
| ----------------------------------------------- | ----- | -------------------- |
| Coulibaly 24' · يانيك مبنغونو 32' · Szakály 55' | تقرير | Nahk 3' · Leitan 53' |

Debrecen won 4–3 on aggregate.
| بيركيركارا | 1 – 0 | جيلينا |
| ---------- | ----- | ------ |
| Vukanac 1' | تقرير |        |

| نادي جيلينا                                   | 3 – 0 | نادي بيركيركارا |
| --------------------------------------------- | ----- | --------------- |
| Piaček 21' · ايفان لييتافا 77' · Oravec 90+2' | تقرير |                 |

Žilina won 3–1 on aggregate.
| ريد بل زالتسبورغ                                                                            | 5 – 0 | هافنار بولتفيلاغ |
| ------------------------------------------------------------------------------------------- | ----- | ---------------- |
| غونزالو زاريت 21' · ياكوب يانتشر 43' · أندرياس أولمر 46' · رومان فالنر 63' · Hierländer 82' | تقرير |                  |

| هافنار بولتفيلاغ | 1 – 0 | ريد بل زالتسبورغ |
| ---------------- | ----- | ---------------- |
| Samuelsen 73'    | تقرير |                  |

ريد بل زالتسبورغ فاز بمجموع 5–1.
| ليتكس لوفتش      | 1 – 0 | رودار بليفليا |
| ---------------- | ----- | ------------- |
| إيفيلين بوبوف 8' | تقرير |               |

| رودار بليفليا | 0 – 4 | ليتكس لوفتش                                          |
| ------------- | ----- | ---------------------------------------------------- |
|               | تقرير | Niflore 28' · Jelenković 39' · فلورين براتو 74'، 90' |

ليتكس لوفتش فاز بمجموع 5–0.
| أومونيا                                                   | 3 – 0 | رينوفا |
| --------------------------------------------------------- | ----- | ------ |
| ميخاليس كونستانتينو 7' (ركلة.)، 62' · ديفيدسون مورايس 28' | تقرير |        |

| نادي رينوفا | 0 – 2 | أومونيا                                              |
| ----------- | ----- | ---------------------------------------------------- |
|             | تقرير | إفستاتيوس ألونيفتيس 15' · لياندرو (لاعب كرة قدم) 24' |

أومونيا فاز بمجموع 5–0.
| أيك سولنا          | 1 – 0 | جينيس إيسش |
| ------------------ | ----- | ---------- |
| بونتوس إنجبلوم 57' | تقرير |            |

| جينيس إيسش | 0 – 0 | أيك سولنا |
| ---------- | ----- | --------- |
|            | تقرير |           |

AIK won 1–0 on aggregate.
| هبوعيل تل أبيب                                           | 5 – 0 | جيلييزنيتشار ساراييفو |
| -------------------------------------------------------- | ----- | --------------------- |
| Lala 10'، 31'، 38' · Shivhon 12' · M. Bešlija 28' (ه.ذ.) | تقرير |                       |

| نادي جيلييزنيتشار ساراييفو | 0 – 1 | هبوعيل تل أبيب      |
| -------------------------- | ----- | ------------------- |
|                            | تقرير | دوغلاس دا سيلفا 76' |

Hapoel Tel Aviv won 6–0 on aggregate.
| دينامو زغرب                                                                   | 5 – 1 | كوبر        |
| ----------------------------------------------------------------------------- | ----- | ----------- |
| ماريو ماندجوكيتش 30'، 63' · Slepička 38' · جورجي سمير 77' · ايتوري جليوزي 80' | تقرير | Bubanja 11' |

| نادي كوبر                                        | 3 – 0 | دينامو زغرب |
| ------------------------------------------------ | ----- | ----------- |
| Handanagić 11' · Guberac 54' · Brulc 78' (ركلة.) | تقرير |             |

Dinamo Zagreb won 5–4 on aggregate.
| بوهيميان          | 1 – 0 | نيو سانتس |
| ----------------- | ----- | --------- |
| كيليان برينان 66' | تقرير |           |

| نيو سانتس                                         | 4 – 0 | نادي بوهيميان |
| ------------------------------------------------- | ----- | ------------- |
| كرايغ جونز 6' · ماثيو وليامز 14'، 73' · Sharp 20' | تقرير |               |

The New Saints won 4–1 on aggregate.
| آكتوبه                        | 2 – 0 | ميتالورغي روستافي |
| ----------------------------- | ----- | ----------------- |
| سامات سماكوف 40' (ركلة.)، 53' | تقرير |                   |

| نادي ميتالورغي روستافي | 1 – 1 | نادي آكتوبه      |
| ---------------------- | ----- | ---------------- |
| جورج ريخفياشفيلي 30'   | تقرير | مورات تليشيف 90' |

Aktobe won 3–1 on aggregate.
| باتي بوريسوف                                                               | 5 – 1 | فيمليكافيلاغ هافنارفيارذار |
| -------------------------------------------------------------------------- | ----- | -------------------------- |
| Nyakhaichyk 48'، 85'، 88' · رينان بارديني بريسان 58' · فيتالي روديونوف 90' | تقرير | Björnsson 89'              |

| فيمليكافيلاغ هافنارفيارذار | 0 – 1 | باتي بوريسوف        |
| -------------------------- | ----- | ------------------- |
|                            | تقرير | فيتالي روديونوف 15' |

BATE won 6–1 on aggregate.
| إيركاناس      | 1 – 0 | هلسنكي |
| ------------- | ----- | ------ |
| Radavičius 3' | تقرير |        |

| نادي هلسنكي                                | 2 – 0 (وقت إضافي) | إيركاناس |
| ------------------------------------------ | ----------------- | -------- |
| جوهاني أوجالا 77' · Šidlauskas 119' (ه.ذ.) | تقرير             |          |

HJK Helsinki won 2–1 on aggregate.
| شريف تيراسبول                                 | 3 – 1 | دينامو تيرانا       |
| --------------------------------------------- | ----- | ------------------- |
| فلاديمير فولكوف 9' · Nikolić 62' · Nadson 70' | تقرير | لوكاس مالاكارني 12' |

| دينامو تيرانا | 1 – 0 | نادي شريف تيراسبول |
| ------------- | ----- | ------------------ |
| Vila 18'      | تقرير |                    |

Sheriff Tiraspol won 3–2 on aggregate.
| بارتيزان                                                      | 3 – 1 | بيونيك              |
| ------------------------------------------------------------- | ----- | ------------------- |
| نيمانيا توميتش 29' · Moreira 45+1' · كليو غابرييل كوردوفا 59' | تقرير | ارتاك يديغاريان 30' |

| نادي بيونيك | 0 – 1 | بارتيزان                   |
| ----------- | ----- | -------------------------- |
|             | تقرير | كليو غابرييل كوردوفا 45+4' |

Partizan won 4–1 on aggregate.
| لينفيلد | 0 – 0 | روزنبورغ |
| ------- | ----- | -------- |
|         | تقرير |          |

| نادي روزنبورغ                       | 2 – 0 | لينفيلد |
| ----------------------------------- | ----- | ------- |
| رادي بريكا 32' · ماركوس هنريكسن 87' | تقرير |         |

روزنبورغ فاز بمجموع 2–0.
ملاحظات
Note 3: Played in باكو at ملعب توفيق بهراموف الجمهوري as إنتر باكو's ملعب شفا did not meet UEFA criteria.
Note 4: Played in سكوبيه at فيليب الثاني أرينا as نادي رينوفا's City Stadium Tetovo did not meet UEFA criteria.
Note 5: Played in تيرانا at ملعب كمال ستافا as دينامو تيرانا's Selman Stërmasi stadium did not meet UEFA criteria.
Note 6: Played in نوفا جوريتسا at Stadion Športni Park as نادي كوبر's SRC Bonifika Stadion did not meet UEFA criteria.
Note 7: Played in بودغوريتسا at ملعب مدينة بودغوريتسا as رودار بليفليا's Stadion Gradski did not meet UEFA criteria.
Note 8: Played in سراييفو at ملعب عاصم فرهادوفيتش هاسا as نادي جيلييزنيتشار ساراييفو's Grbavica Stadium did not meet UEFA criteria.

## الدور التأهيلي الثالث

### Seeding
| Champions Path                                          | Champions Path                                | Champions Path                                            | Champions Path                                    | Non-Champions Path                                                   | Non-Champions Path                           |
| Group 1                                                 | Group 1                                       | Group 2                                                   | Group 2                                           | Non-Champions Path                                                   | Non-Champions Path                           |
| Seeded                                                  | Unseeded                                      | Seeded                                                    | Unseeded                                          | Seeded                                                               | Unseeded                                     |
| ------------------------------------------------------- | --------------------------------------------- | --------------------------------------------------------- | ------------------------------------------------- | -------------------------------------------------------------------- | -------------------------------------------- |
| بازل هبوعيل تل أبيب سبارتا براغ ليتكس لوفتش دينامو زغرب | لخ بوزنان جيلينا شريف تيراسبول دبرتسني آكتوبه | رويال أندرلخت كوبنهاغن روزنبورغ ريد بل زالتسبورغ بارتيزان | باتي بوريسوف أومونيا أيك سولنا نيو سانتس* هلسنكي* | زينيت سانت بطرسبرغ أياكس أمستردام فنربخشة دينامو كييف سبورتينغ براغا | سلتيك أونيريا أورزيتشيني باوك يانغ بويز غينت |

*Unseeded teams from the second qualifying round that qualified for the third qualifying round, effectively taking the coefficient and seeding of their second qualifying round opponents in this draw.

### المباريات
| الفريق الأول                 | إجم.                                   | الفريق الثاني                  | مباراة الذهاب | مباراة الإياب   |              |
| مسار الأبطال                 | مسار الأبطال                           | مسار الأبطال                   | مسار الأبطال  | مسار الأبطال    | مسار الأبطال |
| ---------------------------- | -------------------------------------- | ------------------------------ | ------------- | --------------- | ------------ |
| سبارتا براغ                  | 2–0                                    | لخ بوزنان                      | 1–0           | 1–0             |              |
| نادي آكتوبه                  | 2–3                                    | نادي هبوعيل تل أبيب لكرة القدم | 1–0           | 1–3             |              |
| شريف تيراسبول                | 2–2 (6–5 ركلات جزاء ترجيحية (كرة قدم)) | دينامو زغرب                    | 1–1           | 1–1 (وقت إضافي) |              |
| نادي ليتكس لوفتش             | 2–4                                    | نادي جيلينا                    | 1–1           | 1–3             |              |
| دبرتسني                      | 1–5                                    | نادي بازل                      | 0–2           | 1–3             |              |
| أيك سولنا                    | 0–4                                    | روزنبورغ                       | 0–1           | 0-3             |              |
| بارتيزان                     | 5–1                                    | نادي هلسنكي                    | 3–0           | 2–1             |              |
| نادي باتي بوريسوف لكرة القدم | 2–3                                    | نادي كوبنهاغن                  | 0–0           | 2–3             |              |
| نيو سانتس                    | 1–6                                    | نادي رويال أندرلخت الرياضي     | 1–3           | 0–3             |              |
| نادي أومونيا                 | 2–5                                    | ريد بل زالتسبورغ               | 1–1           | 1–4             |              |
| مسار غير الأبطال             |                                        |                                |               |                 |              |
| أياكس أمستردام               | 4–4 (قانون أهداف خارج الديار)          | نادي باوك                      | 1–1           | 3–3             |              |
| نادي دينامو كييف             | 6–1                                    | نادي غينت                      | 3–0           | 3–1             |              |
| يانغ بويز                    | 3–2                                    | فنربخشة                        | 2–2           | 1–0             |              |
| سبورتينغ براغا               | 4–2                                    | نادي سلتيك                     | 3–0           | 1–2             |              |
| أونيريا أورزيتشيني           | 0–1                                    | زينيت سانت بطرسبرغ             | 0–0           | 0–1             |              |

#### First leg
| نادي أومونيا                | 1 – 1  | ريد بل زالتسبورغ |
| --------------------------- | ------ | ---------------- |
| لومانا لوالوا 90+1' (ركلة.) | Report | غونزالو زاريت 8' |

| نادي ليتكس لوفتش | 1 – 1  | نادي جيلينا |
| ---------------- | ------ | ----------- |
| Tom 79'          | Report | Majtán 65'  |

| نادي دينامو كييف                                                 | 3 – 0  | Gent |
| ---------------------------------------------------------------- | ------ | ---- |
| أندري يارمولينكو 19' · أندري شيفتشينكو 80' · رومان زوزوليا 90+2' | Report |      |

| أونيريا أورزيتشيني | 0 – 0  | زينيت سانت بطرسبرغ |
| ------------------ | ------ | ------------------ |
|                    | Report |                    |

| سبارتا براغ | 1 – 0  | لخ بوزنان |
| ----------- | ------ | --------- |
| Brabec 75'  | Report |           |

| نيو سانتس      | 1 – 3  | نادي رويال أندرلخت الرياضي                             |
| -------------- | ------ | ------------------------------------------------------ |
| كرايغ جونز 52' | Report | ساشا كليستان 7' · جوناثان ليغر 18' · ماتياس سواريز 73' |

| نادي آكتوبه              | 1 – 0  | نادي هبوعيل تل أبيب لكرة القدم |
| ------------------------ | ------ | ------------------------------ |
| سامات سماكوف 67' (ركلة.) | Report |                                |

| نادي باتي بوريسوف لكرة القدم | 0 – 0  | نادي كوبنهاغن |
| ---------------------------- | ------ | ------------- |
|                              | Report |               |

| شريف تيراسبول       | 1 – 1  | دينامو زغرب   |
| ------------------- | ------ | ------------- |
| ألكسندر إيروكين 35' | Report | جورجي سمير 3' |

| دبرتسني | 0 – 2  | نادي بازل                             |
| ------- | ------ | ------------------------------------- |
|         | Report | فالنتين شتوكر 34' · جرانيت شاكا 90+2' |

| يانغ بويز                                         | 2 – 2  | فنربخشة                                 |
| ------------------------------------------------- | ------ | --------------------------------------- |
| ايميليانو دودار 18' · مورينو كوستانزو 89' (ركلة.) | Report | إمره بلوز أوغلو 5' · ميروسلاف ستوتش 42' |

| أيك سولنا | 0 – 1  | روزنبورغ           |
| --------- | ------ | ------------------ |
|           | Report | ماركوس هنريكسن 33' |

| بارتيزان                                                        | 3 – 0  | نادي هلسنكي |
| --------------------------------------------------------------- | ------ | ----------- |
| ايفيكا ايلييف 8' · ساشا إيليتش 42' · كليو غابرييل كوردوفا 90+2' | Report |             |

| أياكس أمستردام  | 1 – 1  | نادي باوك |
| --------------- | ------ | --------- |
| لويس سواريز 13' | Report | Ivić 72'  |

| سبورتينغ براغا                                                            | 3 – 0  | نادي سلتيك |
| ------------------------------------------------------------------------- | ------ | ---------- |
| Alan 26' (ركلة.) · أووا إلدرسون إكايجايل 76' · ماثيوس لييتي ناسيمينثو 88' | Report |            |

Notes
Note 9: Played in بوخارست at ملعب ستيوا as أونيريا أورزيتشيني's Stadionul Tineretului did not meet UEFA criteria.
Note 10: Played in ريكسهام at Racecourse Ground as نيو سانتس's chose to move the game from their Park Hall ground.
Note 11: Played in بودابست at ملعب فيرينك سوسزا as دبرتسني's Stadion Oláh Gábor Út did not meet UEFA criteria.

#### Second leg
| هبوعيل تل أبيب                                    | 3 – 1 | آكتوبه           |
| ------------------------------------------------- | ----- | ---------------- |
| إيران زاهافي 16' · بن سحر 31' · با 35' (في مرماه) | تقرير | مورات تليشيف 90' |

هبوعيل تل أبيب فاز بمجموع 3–2.
| أندرلخت                                  | 3 – 0 | نيو سانتس |
| ---------------------------------------- | ----- | --------- |
| توم دي سوتر 17' · روميلو لوكاكو 69'، 74' | تقرير |           |

أندرلخت فاز بمجموع 6–1.
| هلسنكي          | 1 – 2 | بارتيزان                       |
| --------------- | ----- | ------------------------------ |
| محمد كامارا 39' | تقرير | كليو غابرييل كوردوفا 9'، 90+2' |

بارتيزان فاز بمجموع 5–1.
| زينيت سانت بطرسبرغ | 1 – 0 | أونيريا أورزيتشيني |
| ------------------ | ----- | ------------------ |
| داني 33'           | تقرير |                    |

زينيت سانت بطرسبرغ فاز بمجموع 1–0.
| كوبنهاغن                                    | 3 – 2 | باتي بوريسوف                   |
| ------------------------------------------- | ----- | ------------------------------ |
| Santin 2' · ويليام كفيست 27' · دام ندوي 59' | تقرير | Kontsevoy 40' · Nekhaichik 44' |

كوبنهاغن فاز بمجموع 3–2.
| جيلينا                                         | 3 – 1 | ليتكس لوفتش   |
| ---------------------------------------------- | ----- | ------------- |
| إميل ريلكه 52' · Ovarec 70' · مامادو سيزاي 84' | تقرير | Sandrinho 50' |

جيلينا فاز بمجموع 4–2.
| بازل                                              | 3 – 1 | دبرتسني       |
| ------------------------------------------------- | ----- | ------------- |
| Atan 26' · سكوت تشيبرفيلد 59' · شيردان شاقيري 64' | تقرير | Coulibaly 74' |

بازل فاز بمجموع 5–1.
| لخ بوزنان | 0 – 1 | سبارتا براغ                |
| --------- | ----- | -------------------------- |
|           | تقرير | Kladrubský 50' (ركلة جزاء) |

سبارتا براغ فاز بمجموع 2–0.
| دينامو زغرب                | 1 – 1 (وقت إضافي) | شريف تيراسبول       |
| -------------------------- | ----------------- | ------------------- |
| جورجي سمير 55' (ركلة جزاء) | تقرير             | فلاديمير فولكوف 16' |

Sheriff Tiraspol 2-2 Dinamo Zagreb on aggregate. Sheriff Tiraspol won 6-5 on ركلات جزاء ترجيحية (كرة قدم).
| فنربخشة | 0 – 1 | يانغ بويز         |
| ------- | ----- | ----------------- |
|         | تقرير | هنري بيانفونا 40' |

يانغ بويز فاز بمجموع 3–2.
| ريد بل زالتسبورغ                                             | 4 – 1 | أومونيا             |
| ------------------------------------------------------------ | ----- | ------------------- |
| دوشان شفينتو 21' · فرانز شيمر 37'، 40' · خواكين بوغوسيان 58' | تقرير | هرنان رينجيفو 90+1' |

ريد بل زالتسبورغ فاز بمجموع 5–2.
| غينت                | 1 – 3 | دينامو كييف                                              |
| ------------------- | ----- | -------------------------------------------------------- |
| إليمان كوليبالي 85' | تقرير | دينيس هارماش 32' · أرتيم ميليفسكي 55' · أوليغ هوسييف 90' |

دينامو كييف فاز بمجموع 6–1.
| روزنبورغ                                                | 3 – 0 | أيك سولنا |
| ------------------------------------------------------- | ----- | --------- |
| رادي بريكا 55' · فاديم ديميدوف 64' · ميكائيل لوستيغ 76' | تقرير |           |

روزنبورغ فاز بمجموع 4–0.
| باوك                                                 | 3 – 3 | أياكس أمستردام                                           |
| ---------------------------------------------------- | ----- | -------------------------------------------------------- |
| فييرينيا 16' · ديميتريس سالبينغيديس 56' · Ivić 90+1' | تقرير | لويس سواريز 48' · سييم دي جونغ 50' · راسموس ليندغرين 55' |

Paok F.C. 4–4 Ajax on aggregate. Ajax won on away goals.
| سلتيك                             | 2 – 1 | سبورتينغ براغا  |
| --------------------------------- | ----- | --------------- |
| غاري هوبر 52' · إفراين خواريز 79' | تقرير | Paulo César 20' |

سبورتينغ براغا فاز بمجموع 4–2.

## الملحق

### Seeding
| مسار الأبطال                                     | مسار الأبطال                                            | مسار غير الأبطال                                                      | مسار غير الأبطال                                      |
| Seeded                                           | Unseeded                                                | Seeded                                                                | Unseeded                                              |
| ------------------------------------------------ | ------------------------------------------------------- | --------------------------------------------------------------------- | ----------------------------------------------------- |
| بازل أندرلخت كوبنهاغن هبوعيل تل أبيب سبارتا براغ | روزنبورغ ريد بل زالتسبورغ بارتيزان جيلينا شريف تيراسبول | إشبيلية فيردر بريمن زينيت سانت بطرسبرغ توتنهام هوتسبير أياكس أمستردام | دينامو كييف سبورتينغ براغا سامبدوريا أوكسير يانغ بويز |

### المباريات
| الفريق الأول       | إجم.                 | الفريق الثاني   | مباراة الذهاب | مباراة الإياب   |              |
| مسار الأبطال       | مسار الأبطال         | مسار الأبطال    | مسار الأبطال  | مسار الأبطال    | مسار الأبطال |
| ------------------ | -------------------- | --------------- | ------------- | --------------- | ------------ |
| ريد بل زالتسبورغ   | 3–4                  | هبوعيل تل أبيب  | 2–3           | 1–1             |              |
| روزنبورغ           | 2–2 (خ)              | كوبنهاغن        | 2–1           | 0–1             |              |
| بازل               | 4–0                  | شريف تيراسبول   | 1–0           | 3–0             |              |
| سبارتا براغ        | 0–3                  | جيلينا          | 0–2           | 0–1             |              |
| بارتيزان           | 4–4 (3–2 ركلات جزاء) | رويال أندرلخت   | 2–2           | 2–2 (وقت إضافي) |              |
| مسار غير الأبطال   |                      |                 |               |                 |              |
| يانغ بويز          | 3–6                  | توتنهام هوتسبير | 3–2           | 0–4             |              |
| سبورتينغ براغا     | 5–3                  | إشبيلية         | 1–0           | 4–3             |              |
| فيردر بريمن        | 5–4                  | سامبدوريا       | 3–1           | 2–3 (وقت إضافي) |              |
| زينيت سانت بطرسبرغ | 1–2                  | أوكسير          | 1–0           | 0–2             |              |
| دينامو كييف        | 2–3                  | أياكس أمستردام  | 1–1           | 1–2             |              |

| زينيت سانت بطرسبرغ   | 1–0   | أوكسير |
| -------------------- | ----- | ------ |
| ألكساندر كيرجاكوف 3' | تقرير |        |

| أوكسير                                 | 2–0   | زينيت سانت بطرسبرغ |
| -------------------------------------- | ----- | ------------------ |
| سيدريك هينبارت 9' · آيرينيوز جيلين 53' | تقرير |                    |

أوكسير فاز بمجموع 2–1.
| روزنبورغ                              | 2–1   | كوبنهاغن          |
| ------------------------------------- | ----- | ----------------- |
| ستيفن إيفرسن 23' · ماركوس هنريكسن 57' | تقرير | يسبر غرونكيار 84' |

| كوبنهاغن    | 1–0   | روزنبورغ |
| ----------- | ----- | -------- |
| Ottesen 33' | تقرير |          |

2–2 في المجموع. فاز كوبنهاغن بفارق الأهداف خارج الديار.
| سبارتا براغ | 0–2   | جيلينا                        |
| ----------- | ----- | ----------------------------- |
|             | تقرير | مامادو سيزاي 51' · Oravec 73' |

| جيلينا           | 1–0   | سبارتا براغ |
| ---------------- | ----- | ----------- |
| مامادو سيزاي 18' | تقرير |             |

جيلينا فاز بمجموع 3–0.
| يانغ بويز                                                   | 3–2   | توتنهام هوتسبير                              |
| ----------------------------------------------------------- | ----- | -------------------------------------------- |
| سيناد لوليتش 4' · هنري بيانفونا 13' · اكزافيه هوشتراسير 28' | تقرير | سباستيان باسونج 42' · رومان بافليوتشينكو 83' |

| توتنهام هوتسبير                                        | 4–0   | يانغ بويز |
| ------------------------------------------------------ | ----- | --------- |
| بيتر كراوتش 5'، 61'، 78' (ركلة جزاء) · جيرمين ديفو 32' | تقرير |           |

توتنهام فاز بمجموع 6–3.
| دينامو كييف      | 1–1   | أياكس أمستردام   |
| ---------------- | ----- | ---------------- |
| أوليغ هوسييف 66' | تقرير | يان فيرتونغن 57' |

| أياكس أمستردام                      | 2–1   | دينامو كييف                     |
| ----------------------------------- | ----- | ------------------------------- |
| لويس سواريز 43' · منير الحمداوي 75' | تقرير | أندري شيفتشينكو 84' (ركلة جزاء) |

أياكس أمستردام فاز بمجموع 3–2.
| ريد بل زالتسبورغ                                   | 2–3   | هبوعيل تل أبيب                                              |
| -------------------------------------------------- | ----- | ----------------------------------------------------------- |
| نيكولا بوكريفاتش 28' · رومان فالنر 67' (ركلة جزاء) | تقرير | فينسنت إنياما 3' (ركلة جزاء) · بن سحر 44' · إيتاي شيختر 53' |

| هبوعيل تل أبيب     | 1–1   | ريد بل زالتسبورغ           |
| ------------------ | ----- | -------------------------- |
| إيران زاهافي 90+2' | تقرير | دوغلاس دا سيلفا 42' (ه.ذ.) |

هبوعيل تل أبيب فاز بمجموع 4–3.
| بازل              | 1–0   | شريف تيراسبول |
| ----------------- | ----- | ------------- |
| فالنتين شتوكر 54' | تقرير |               |

| شريف تيراسبول | 0–3   | بازل                                     |
| ------------- | ----- | ---------------------------------------- |
|               | تقرير | ماركو شتريلر 74' · ألكسندر فراي 80'، 87' |

بازل فاز بمجموع 4–0.
| بارتيزان                                      | 2–2   | رويال أندرلخت                     |
| --------------------------------------------- | ----- | --------------------------------- |
| كليو غابرييل كوردوفا 57' · Lecjaks 64' (ه.ذ.) | تقرير | غيوم جيليه 54' · رولاند يوهاس 66' |

| رويال أندرلخت                      | 2–2 (ب.و.إ.) | بارتيزان                      |
| ---------------------------------- | ------------ | ----------------------------- |
| روميلو لوكاكو 64' · غيوم جيليه 71' | تقرير        | كليو غابرييل كوردوفا 15'، 53' |

4–4 في المجموع. فاز بارتيزان في ركلات الترجيح بنتيجة 3–2.
| سبورتينغ براغا             | 1–0   | إشبيلية |
| -------------------------- | ----- | ------- |
| ماثيوس لييتي ناسيمينثو 62' | تقرير |         |

| إشبيلية                                                     | 3–4   | سبورتينغ براغا                                             |
| ----------------------------------------------------------- | ----- | ---------------------------------------------------------- |
| لويس فابيانو 60' · خيسوس نافاس 84' · فريديريك كانوتيه 90+1' | تقرير | ماثيوس لييتي ناسيمينثو 31' · ليما دوس سانتوس 58'، 85'، 90' |

سبورتينغ براغا فاز بمجموع 5–3.
| فيردر بريمن                                                             | 3–1   | سامبدوريا            |
| ----------------------------------------------------------------------- | ----- | -------------------- |
| كليمينز فريتز 51' · تورشتن فرينغس 67' (ركلة جزاء) · كلاوديو بيتزارو 69' | تقرير | جيامباولو بازيني 90' |

| سامبدوريا                                     | 3–2 (ب.و.إ.) | فيردر بريمن                                 |
| --------------------------------------------- | ------------ | ------------------------------------------- |
| جيامباولو بازيني 8'، 13' · أنطونيو كاسانو 85' | تقرير        | ماركوس روزنبرغ 90+3' · كلاوديو بيتزارو 100' |

فيردر بريمن فاز بمجموع 5–4.